# Den Blå Lagune (film)
Den Blå Lagune er en romantisk eventyrfilm fra 1980 instrueret af Randal Kleiser. Manuskriptet, som blev skrevet af Douglas Day Stewart, er baseret på romanen The Blue Lagoon af Henry De Vere Stacpoole. Filmens hovedpersoner spilles af Brooke Shields og Christopher Atkins. Det originale musik er komponeret af Basil Poledouris og filmarbejdet er af Néstor Almendros.
Filmen fortæller historien om to børn, der, pga. et skibbrud, lever på en øde ø i det sydlige Stillehav. Med hverken vejledning eller restriktioner fra et samfund og som børnene bliver ældre og følelser og kropslige forandringer skaber vejen til puberteten, forelsker de to unge sig.

## Plot
I klunketiden overlever to små slægtninge, Richard og Emmeline Lestrange, og en kabyskok, Paddy Button (Leo McKern), et skibbrud i det sydlige Stillehav og når stranden på en frodig, tropisk ø. Paddy passer på de to små og forbyder ved "lov" at gå over på den anden side af øen, da han har fundet tegn på blodige menneskelige ofringer fra kannibaler. Han fortæller børnene, at "bøhmanden" bor på den anden side af øen. Han advarer dem også imod at spise nogle specielle skarlagensrøde bær, som Emmeline havde fundet.
Paddy dør efter kort tid på øen, efter at have drukket rom i store mængder. Nu, alene, må børnene gå til den anden side af øen og genopbygge deres hjem der. De overlever udelukkende pga. øens frodighed og overflod i det skjulte paradis.
Årene går og begge børn vokser sig til høje, stærke og smukke teenagers. De bor i deres hytte og bruger deres dage sammen med at fiske, svømme eller dykke efter perler. Richard og Emmeline (nu spillet af Christopher Atkins og Brooke Shields) begynder at forelske sig i hinanden, selvom denne forelskelse er følelsesmæssigt stressende for dem begge, grundet deres barndom uden vejledning eller forklaring af den menneskelige forplantning, og de er ude af stand til at undertrykke deres tiltrækning til hinanden. Emmeline bliver bange, da hun får sin første menstruation og bliver nervøs, da Richard vil se, om hun har skåret sig. Richard, selv, har mange spørgsmål om, hvad der sker med dem, men aner ikke hvordan han skal få svar. Han vil gerne holde og kysse Emmeline, men da hun afviser ham, må han gå hen og onanere.
Emmeline går, i protest, over på den anden side af øen og finder en imponerende Moai-lignende statue der. Hun genkender instinktivt stedet som et helligt sted og begynder at bede til statuen. Senere fortæller hun Richard, at Paddy var forkert på den og at "bussemanden", som bløder ligesom Jesus, faktisk er Gud. Men Richard beskylder hende i stedet for at bryde "loven".
Noget tid senere bryder deres forhold tydeligere sammen, da et skib, for første gang, viser sig ud for øen. Richards lyst til at forlade øen kommer i konflikt med Emmelines lyst til at blive og hun tænder derfor ikke lyssignalet. Derfor sejler skibet forbi uden at opdage dem inde på øen. De bliver dog gode venner igen, da Emmeline næsten bliver dræbt efter at have trådt på en stenfisk, og Richard indrømmer sin frygt for at miste hende. Emmeline kommer sig helt over skaden. 

Nogen tid senere er Richard og Emmeline ude og svømme i havet. De svømmer som altid nøgne og svømmer til sidst i land. På land, stadig nøgne, deler de noget frugt og bliver mere og mere lidenskabelige og har til sidst samleje. Nu hvor de endelig har fået luft for deres undertrykte og uforståede følelser, elsker de stadig oftere og oftere. På et tidspunkt bliver Emmeline gravid. Selvom det er klart for seeren, kender Richard og Emmeline ikke sandheden bag en graviditet og en efterfølgende fødsel og ej heller de fysiske forandringer, der sker med Emmelines mave, der vokser og vokser.
En nat forsvinder Emmeline. Mens Richard leder efter hende i skoven, overværer han en ofring af et menneske, begået af indfødte fra en anden ø, foran Maoi-statuen. Ofret er fra en anden fjendtlig indfødt stamme. Samtidig med at Richard flygter fra stedet, hører han Emmeline råbe. Han følger lyden og finder hende, lige i tid til at hjælpe hende med at føde en lille dreng, som de kalder Paddy. Senere, frustreret over ikke at vide, hvordan hun skal give babyen mad, holder Emmeline drengen i armnene for at trøste ham og da hun læner sig fremad for at finde noget mad, finder babyen instinktivt hendes bryst og begynder at spise. De unge forældre bruger nu deres tid på at lege med Paddy, der vokser. De lærer ham at svømme, fiske og bygge ting.

## Ekstern henvisning
- Den Blå Lagune på Internet Movie Database (engelsk)
- Den Blå Lagune på Filmdatabasen
- Den Blå Lagune på Scope
- Den Blå Lagune i Svensk Filmdatabas (svensk)
- Den Blå Lagune på AlloCiné (fransk)
- Den Blå Lagune på MovieMeter (nederlandsk)
- Den Blå Lagune på AllMovie (engelsk)
- Den Blå Lagune hos American Film Institute (engelsk)
- Den Blå Lagune på Turner Classic Movies (engelsk)
- Den Blå Lagune på The Movie Database (engelsk)